# تركمانستان
تُرْكُمَانِسْتَان أو تُرْكُمَنِسْتَان (بالتركمانية: Türkmenistan)، أصد: ‎[tɜrkmɛnɪˈstɑ:n]‏) أو تُرْكُمَانِيَا (الروسية: Туркмения) هي دولة تقع في آسيا الوسطى، تحدها أفغانستان من الجنوب الشرقي، وإيران في الجنوب والجنوب الغربي، وأوزبكستان من الشرق والشمال الشرقي، وكازاخستان من الشمال والشمال الغربي وبحر قزوين من الغرب، وهو البحر الوحيد الذي تطل عليه تركمانستان.
كانت تركمانستان على مُفترق طرق الحضارات لعدة قرون، وكانت مرو هي واحدة من أقدم مدن آسيا الوسطى، وكانت ذات يوم أكبر مدينة في العالم. في العصور الوسطى، كانت مرو واحدة من أعظم مدن العالم الإسلامي ومحطة مهمة على طريق الحرير. بعد ضمها من قبل الإمبراطورية الروسية في عام 1881، احتلت تركمانستان مكانةً بارزة في الحركة المناهضة للبلشفية في آسيا الوسطى. في عام 1925، كانت تركمانستان إحدى الجمهوريات التابعة للاتحاد السوفيتي، وكانت تعرف باسم الجمهورية التركمانية الاشتراكية السوفيتية، وفي عام 1991 تفكك الاتحاد السوفيتي، فأصبحت تركمانستان دولة مستقلة. تُغطي الأراضي التركمانية مساحة 488,100 كم²، ويبلغ معدل نمو الناتج المحلي الإجمالي 6.1 ٪ في تركمانستان في لعام 2009، ليحل هذا المعدل في المرتبة السادسة عشرة في العالم، ولكن هذه الأرقام قابلة للهوامش واسعة من الخطأ.
تُركمانستان تمتلك رابع أكبر احتياطي للغاز الطبيعي في العالم، وتغطي صحراء قره قوم مُعظم البلاد. من عام 1993 إلى عام 2017، حصل المواطنون على الكهرباء والمياه والغاز الطبيعي من الحكومة مجانًا. نظام الحكم في تركمانستان جمهوري رئاسي بنظام الحزب الواحد وهو ما لا يحقق أبسط المعايير الديمقراطية، وذلك إبان حكم الرئيس صابر مراد نيازوف الذي كان رئيساً للبلاد مدى الحياة، ويلقب نيازوف بالتركمانباشي (بالتركمانية: Türkmenbaşy تركمنباشي، أي زعيم التركمان) حتى توفي فجأة في الحادي عشر من ديسمبر 2006. وانتخب قربانقلي بردي محمدوف رئيساً جديداً للبلاد في 11 فبراير 2007.

## أصل التسمية
يمكن تقسيم اسم تركمانستان، إلى مكونين: الاسم العرقي للتركمان واللاحقة الفارسية - ستان، وتعني «مكان» أو «بلد». اقترح المؤرخون المسلمون مثل ابن كثير أن أصل اسم تركمانستان جاء من كلمتي ترك وإيمان في إشارة إلى اعتناق مائتي ألف أسرة للإسلام في عام 971.

## التاريخ
سكنها الهنود الإيرانيون تاريخيًا، يبدأ التاريخ المكتوب لتركمانستان بضمها من قبل الإمبراطورية الأخمينية لإيران القديمة. في وقت لاحق، في القرن الثامن الميلادي، انتقلت قبائل الأوغوز الناطقة بالتركية من منغوليا إلى آسيا الوسطى الحالية. وهي جزءاً من اتحاد قبائل تركية قوية، شكّل الأوغوز الأساس العرقي للسكان التركمان الحديثين. في القرن العاشر، تم تطبيق الاسم «التركمان» لأول مرة على مجموعات الأوغوز التي قبلت الإسلام وبدأت في احتلال تركمانستان الحالية. هناك كانوا تحت سيطرة الإمبراطورية السلجوقية، التي كانت تتألف من مجموعات الأوغوز التي تعيش في إيران وتركمانستان الحالية. لعبت مجموعات الأوغوز في خدمة الإمبراطورية دورًا مهمًا في انتشار الثقافة التركية عندما هاجروا غربًا إلى أذربيجان الحالية وشرق تركيا.
تركمانستان كانت تابعة لإمبراطورية جنكيز خان في القرن 13، وفي القرن 14 دخلت بيد التيموريين وفي القرن 15 جرت حرب طاحنة بين خان بخارى وخان هيفا اما جنوب تركمانستان كان بيد الصفويين الإيرانيين وفي عام 1740 كان قسم الأكبر من تركمانستان بيد الإيرانيين في زمن الشاه نادر، وفي القرن 18 بقيت تحت سيطرة هيفا وبخارى وفي عام 1881 دخلت تركمنستان تحت سيطرة الإمبراطورية الروسية وبعد الثورة البلشفية عام 1917 أخذت استقلالها من المحتلين وفي 30 إبريل 1918 منح لتركمنستان حكم ذاتي ضمن الاتحاد السوفيتي السابق وفي عام 1924 أصبحت إحدى الجمهوريات الاشتراكية السوفيتية، وبعد انهيار السوفييت حصلت على استقلالها في 27 أكتوبر 1991.

## الجغرافيا

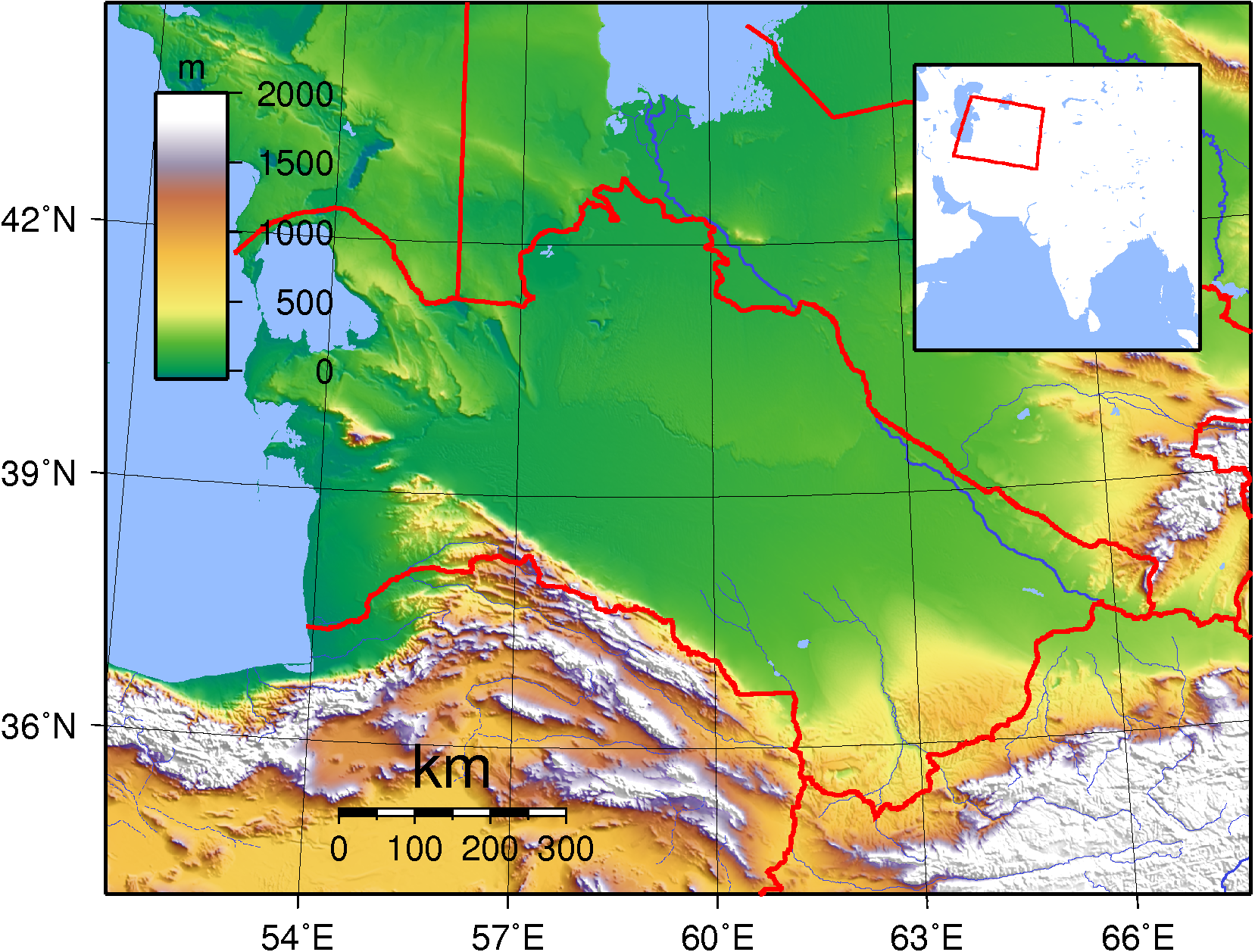
تضاريس البلاد

تقع تركمانستان في آسيا الوسطى وابلغ مساحتها 488,100 كم 2 (188,500 ميل مربع)، تقع بين خطي العرض 35 درجة و 43 درجة شمالاً وخطي الطول 52 درجة و 67 درجة شرقًا، يغطي صحراء كاراكوم أكثر من 80٪ من البلاد. يهيمن منخفض توران وصحراء كاراكوم على وسط البلاد. يحد تركمانستان طبوغرافيًا هضبة أوستيورت من الشمال وسلسلة جبال كوبيت داغ من الجنوب وهضبة باروباميز وسلسلة جبال كويتنداغ من الشرق ووادي آمو داريا وبحر قزوين من الغرب. تضم تركمانستان ثلاث مناطق تكتونية وهي منطقة منصة إبيجرسين ومنطقة الانكماش الألبي ومنطقة تكون جبال إبيبلاتفورم. تُعدّ المنطقة التكتونية الجبلية مركز الزلازل في تركمانستان. وقد شهدت سلسلة جبال كوبيت داغ زلازل قوية في أعوام 1869، و1893، و1895، و1929، و1948، و1994. وقد دُمّرت مدينة عشق آباد والقرى المحيطة بها بشكل كبير جراء زلزال عام 1948. 

### الأرض
تتكون الأراضي التركمانية من هضبة تبدأ من الجنوب الشرقي إلى الشمال الغربي حيث تنحدر إلى صحراء قره قوم (أي الرمال السوداء) وهي سهل رملي فسيح تغطية الكثبان الرملية. وتمتد في القسم الشمالي من السفوح الغربية لجبال (كوجي داغ) حيث حدودها مع إيران. وتمثل السلاسل الجبلية الوحيدة بها ولوجود عدد من الأنهار بمنطقة تركمانيا أثره في تخفيف حدة الجفاف. فيجري بها قسم من نهر جيحون (أموداريا) وتصلها بعض الأنهار المنحدرة في أفغانستان وإيران مثل نهر هري ونهر مرغاب -وتقع علية مدينة مرو ذات الشهرة في التاريخ الإسلامي- ومن إيران نهر هاري رود، كما تتواجد بقعة باب جهنم وهي تسمية تطلق على حفرة تستعر بالنيران بدون توقف منذ عام 1971 في قرية ديرويز التي تبعد 250 كم من العاصمة التركمنستانية عشق آباد.

### المناخ

خريطة تصنيف كوبن للمناخ في تركمانستان

مناخ تركمانستان صحراوي متطرف بارد في الشتاء تصل درجة الحرارة أحياناً إلى ما دون الصفر، حار في الصيف. غير أن الجهات المرتفعة تعتدل حرارتها صيفاً. وتسقط عليها أمطار قلية ولكنها أفضل من القسم الصحراوي في وسط البلاد وشماله.

### التضاريس
معظم الأرض صحراء منبسطة. وتتمد صحراء كارا كوم في المنطقة الوسطى، كما تمتد سلسلة جبال كوبيتداج بطول الحدود الجنوبية مع إيران. ويبلغ ارتفاع أعلى قمة 3,139 مترا، وتعتبر منطقة جبال كوبيتداج من المناطق المنكوبة بالزلازل.

## السكان

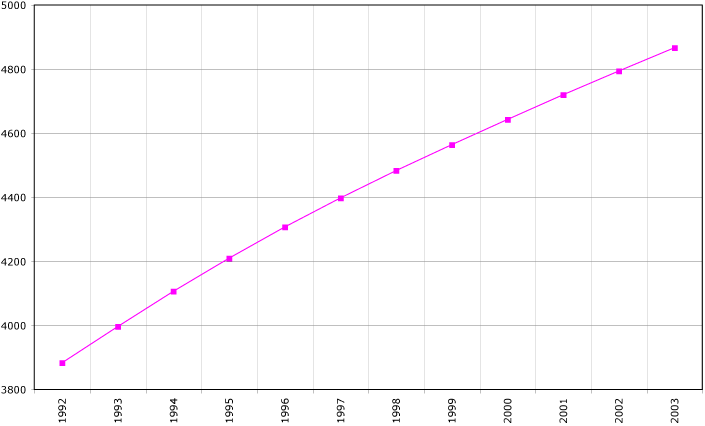
منحنى النمو الديموغرافي بتركمانستان

غالبية سكان تركمانستان من التركمان، مع وجود أقليتين كبيرتين هما الأقلية الأوزبكية، والأقلية الروسية. كما توجد أقليات صغيرة أخرى من الكازاخ، والتتار، والأوكرانيين، والأرمينيين، والأذريين، والبلوش. شهدت الأقلية الروسية انخفاضاً في نسبتها، فكان الروس يشكلون حوالي 18.6% من سكان تركمانستان في عام 1939، فأصبحت نسبتهم حوالي 9.5% في عام 1989.

### الدين
تركمانستان دولة علمانية ويمنع الدستور إنشاء أي حكم ديني،
غالبية سكان تركمانستان مسلمون سنة ينتمون للمذهب الحنفي حيث أنهم يشكلون حوالي 89% من سكان تركمانستان حسب كتاب حقائق العالم، وحسب مركز بيو للدراسات فإنهم يشكلون حوالي 93%. كما يشكل المسيحيون التابعون للكنيسة الأرثوذكسية الشرقية حوالي 9% من سكان البلاد، غالبيتهم من الأقلية الروسية.
الأقليات الأخرى تشمل البهائيين، ووجود البهائية في تركمانستان قديم، فقد دخلت البهائية منذ أن نشأت في إيران. والشيعة الإثني عشرية غالبيتهم من الأقلية الآذرية التي تعيش في تركمانستان، ومن رجالهم مرتضى كراروف الذي كان وزيرا للداخلية بين عامي 1994-1996، وأكبر سبطييف الذي كان أحد مستشاري الرئيس السابق صابر مراد نيازوف.

## الاقتصاد
لا يزال يعتمد الاقتصاد التركماني على التخطيط المركزي وتحكم الدولة. وتمثل صناعة النفط والغاز الطبيعي والحديد والنسيج أهم الصناعات في البلاد. الناتج المحلي الإجمالي (تقديرات 2006) بلغ 45.11 مليار دولار، وبلغت نسبة نموه السنوي 13%. أما التضخم (تقديرات 2006) فيبلغ 11%. تبلغ القوة العاملة في البلاد حوالي 2.32 مليون تقديرات (2004)، وأدت سياسة تقليل العمالة الحكومية التي بدأت عام 2003 إلى زيادة معدلات البطالة إلى أن بلغت 60% من مجموع القوى العاملة.

### المعادن
الذهب والفضة واليورانيوم والتنجستن والملح البنتونايت والجبس.

### الطاقة
تركمانستان مكتفية ذاتيا من النفط والغاز رغم البنية التحتية القديمة وقلة الصيانة. ويبلغ إجمالي إنتاج الكهرباء عام 2004 نحو 11.41 مليار كيلو واط ساعي صدر منها 1.136 مليار كيلوواط ساعي إلى الخارج. 99.9% من توليد الطاقة الكهربائية يأتي من محطات تستخدم الوقود الأحفوري (النفط والغاز) في حين 0.1% من إجمالي الإنتاج الكهربائي يأتي من الطاقة الهيدروليكية.

### الغاز الطبيعي
تمتلك تركمانستان ثالث أكبر احتياطي للغاز الطبيعي بالعالم حيث يقدر احتياطي الغاز عام 2004 بنحو 23 ترليون متر مكعب. وتصدر تركمانستان الغاز إلى روسيا وإيران والصين.

### النفط
ويقدر احتياطي النفط بنحو 600 مليون برميل.

### الزراعة
تمثل 24.4% من إجمالي الدخل المحلي، والقطن من أهم المحاصيل. كما تضاعفت المساحات المزروعة بالحبوب والقمح بصفة أساسية إلى ثلاثة أضعاف بعد الحقبة السوفيتية. ومع ذلك فإن معظم الأراضي الزراعية رديئة الجودة وتحتاج إلى ري، ولم تلب بنية الري التحتية وسياسات استغلال الأرض هذه الحاجة.

### الصيد
قطاع الصيد لا يعتد به ويعتمد إلى حد كبير على سمك الرنجة أو الإسبرط من بحر قزوين.

### الصناعة
تمثل 33.9% من إجمالي الدخل المحلي، وأهم الصناعات معالجة الوقود والنسيج المعتمد على القطن والأغذية والآلات وتشكيل المعادن. وقد أدى اكتمال مصنع للحديد والصلب -مولته تركيا- إلى زيادة إنتاج الصلب الخام.

### الخدمات
تمثل 41.7% من إجمالي الدخل المحلي، ويخضع النظام المالي لسيطرة الدولة الكاملة. ويضم قطاع البنوك 12 بنكا وطنيا يشرف عليها البنك المركزي. وتحتكر شركة تأمين وحيدة تديرها الدولة معظم قطاع التأمين.

### العلاقات الاقتصادية الخارجية
معظم العلاقات الاقتصادية الخارجية بين تركمانستان والعالم الخارجي متعلقة بالنفط والغاز الطبيعي والقطن والمنسوجات. وتعتبر الولايات المتحدة أهم شريك في هذا المجال، تليها روسيا والصين واليابان.

### الدين الخارجي
بلغ عام 2000 ما بين 2.4 إلى 5 مليارات دولار أميركي.[بحاجة لمصدر]

### النشاط البشري
نشاط السكان ينصب على الزراعة والرعي وتقوم الزراعة على مشروعات الري. ويصل مجموع الأراضي الزراعية ستمائة ألف هكتار تزرع على العديد من القنوات والعاملون في الزراعة قرابة ثلث مليون. وأهم المحاصيل الحبوب والقطن. وتشكل الأغنام أهم حيوانات الثروة الرعوية. ويستخرج البترول قرب بحر قزوين. والإنتاج السنوي يفوق ستة عشر مليون طنً. من الغاز الطبيعي كميات تصل إلى ثلاثة ملايين.

### السياحة

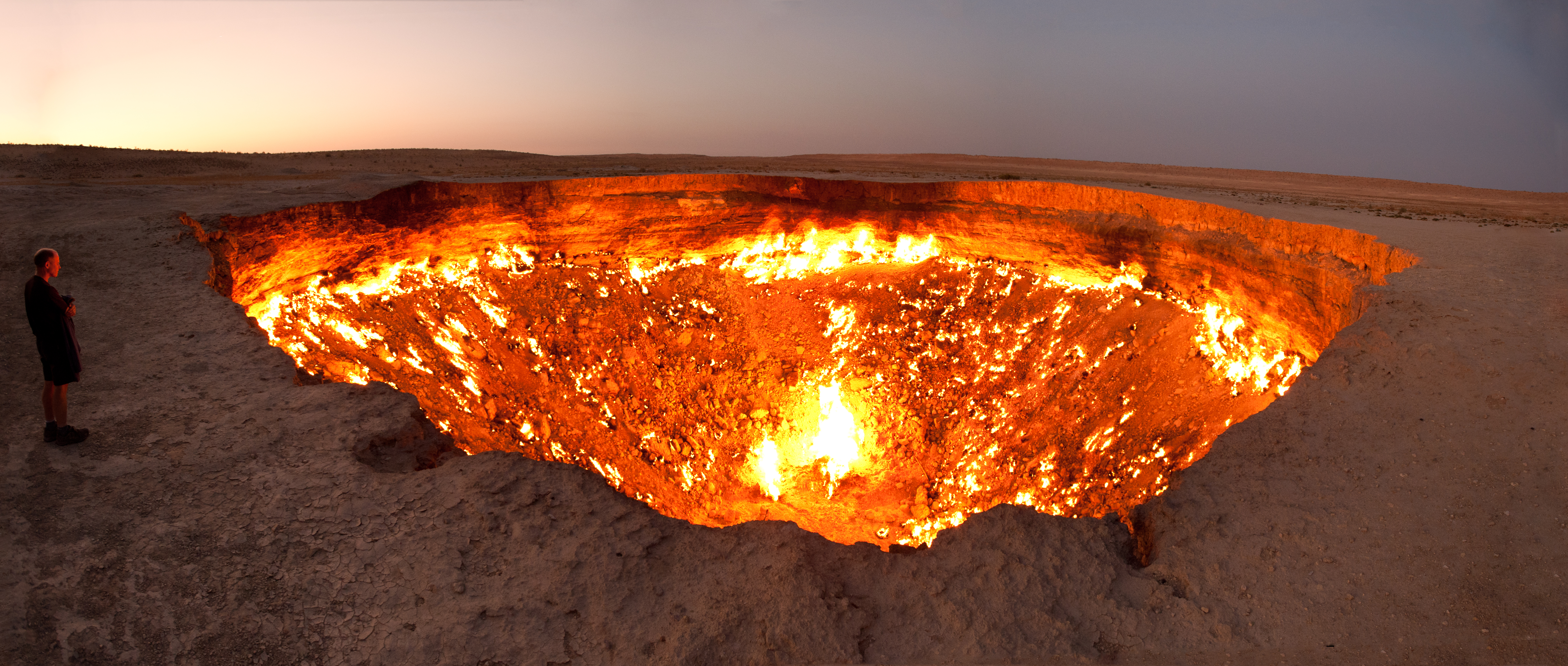
بانوراما موقع فوهة جهنم في قرية ديرويز

أبلغت تركمانستان عن وصول 14,438 سائحًا أجنبيًا في عام 2019. ولم تشهد السياحة الدولية لتركمانستان نموًا كبيرًا على الرغم من إنشاء منطقة أوازا السياحية على بحر قزوين. يجب على كل مسافر الحصول على تأشيرة قبل دخول تركمانستان (انظر سياسة التأشيرات في تركمانستان). للحصول على تأشيرة سياحة، يحتاج مواطنو معظم البلدان إلى دعم التأشيرة من وكالة سفر محلية. للسياح الذين يزورون تركمانستان، توجد جولات منظمة توفر زيارات إلى المواقع التاريخية في وبالقرب منها داشوغوز، وكهنه غرغانج، ونسا، ومرو، وماري، بالإضافة إلى جولات شاطئية إلى أفازا والجولات الطبية والعطلات في المصحة في مولاغارا، بيرمالي وسيليسو وأرشمان.
في يناير / كانون الثاني 2022، أمر الرئيس قربانقولي بيردي محمدوف بإطفاء الحريق الذي اندلع في فوهة الغاز في دارفازا، والمعروفة بشكل غير رسمي باسم «بوابة الجحيم» في البلاد، وواحدة من أشهر مناطق الجذب السياحي في تركمانستان. يعتقد الكثيرون أن الحفرة تشكلت عندما فشلت عملية حفر سوفييتية في عام 1971، لكن المستكشف الكندي جورج كورونيس فحصها في عام 2013 واكتشف أن لا أحد يعرف بالفعل كيف بدأت.

## التقسيمات الإدارية
تُقَسِّم الأراضي التركمانية إلى 5 ولايات (بالتركمانية: Welayat)، كما تقسم الولايات لأقضية تعرف بـ«إتراب» (بالتركمانية: Etrap).
| الولاية       | مركز الولاية | المساحة                    | السكان (إحصاء 2005) | السكان (إحصاء 2022) |
| ------------- | ------------ | -------------------------- | ------------------- | ------------------- |
| ولاية آخال    | عشق آباد     | 97,160 كـم2 (37,510 ميل2)  | 939,700             |                     |
| ولاية بلقان   | بلقان آباد   | 139,270 كـم2 (53,770 ميل2) | 553,500             |                     |
| ولاية داشوغوز | داشوغوز      | 73,430 كـم2 (28,350 ميل2)  | 1,370,400           |                     |
| ولاية لباب    | تركمان آباد  | 93,730 كـم2 (36,190 ميل2)  | 1,334,500           |                     |
| ولاية مرو     | مرو          | 87,150 كـم2 (33,650 ميل2)  | 1,480,400           |                     |

## السياسة

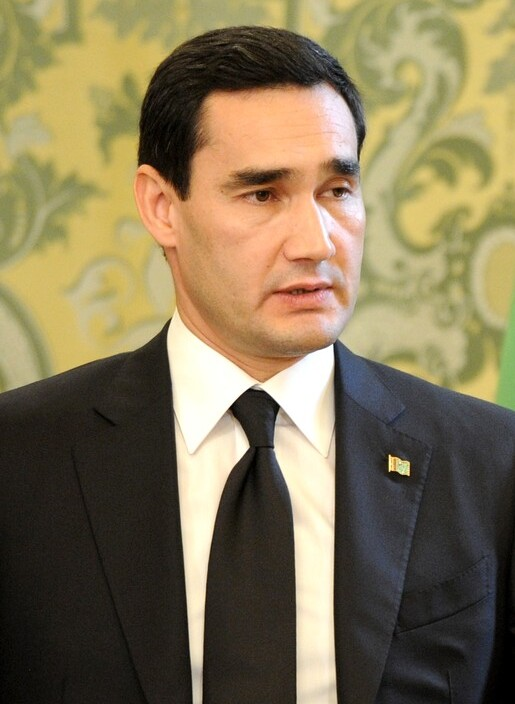
رئيس تركمانستان سردار بردي محمدوف، منذ 2022

بعد أكثر من قرن من الزمان من كونها جزءًا من الإمبراطورية الروسية ثم الاتحاد السوفييتي (بما في ذلك 67 عامًا كجمهورية اتحادية)، أعلنت تركمانستان استقلالها في 27 أكتوبر 1991، بعد تفكك الاتحاد السوفيتي.
تخضع تركمانستان لدستور دخل حيز التنفيذ في 18 مايو 1992، وقد اعتمدت الأمم المتحدة إعلان الحياد الدائم للبلاد في عام 1995. وهي عضو فعلي في رابطة الدول المستقلة منذ عام 2006.
رغم التحول إلى نظام ديمقراطي متعدد الأحزاب في البلاد، لا تزال حكومة الحزب الواحد بحكم الأمر الواقع قائمة. الأحزاب الحالية في البلاد هي الحزب الديمقراطي (الحكومة الحالية)، وحزب سيناغاتشيلار وتيليتشيلر (الصناعيون ورجال الأعمال)، وحزب الزراعة. ويستمر احتكار الدولة في العديد من المجالات، وخاصةً في مجال الاتصالات.

### الانتخابات
الرئيس الحالي هو بيردوف محمدوف وقد تم انتخابه بعد وفاة الرئيس صابر مراد نيازوف (والذي كان يسمى أيضاً تركمانباشي أي أب التركمان). وقد عرف التركمانباشي بحكمه المستبد [بحاجة لمصدر]، وقد عين نفسه رئيسا ً مدى الحياة، وقد توفي في 21 ديسمبر 2006. في 11 فبراير 2007 جرت انتخابات فاز فيها محمدوف بأغلبية 89% وقد أدى القسم رئيساً للبلاد في 14 فبراير 2007.

### الجيش

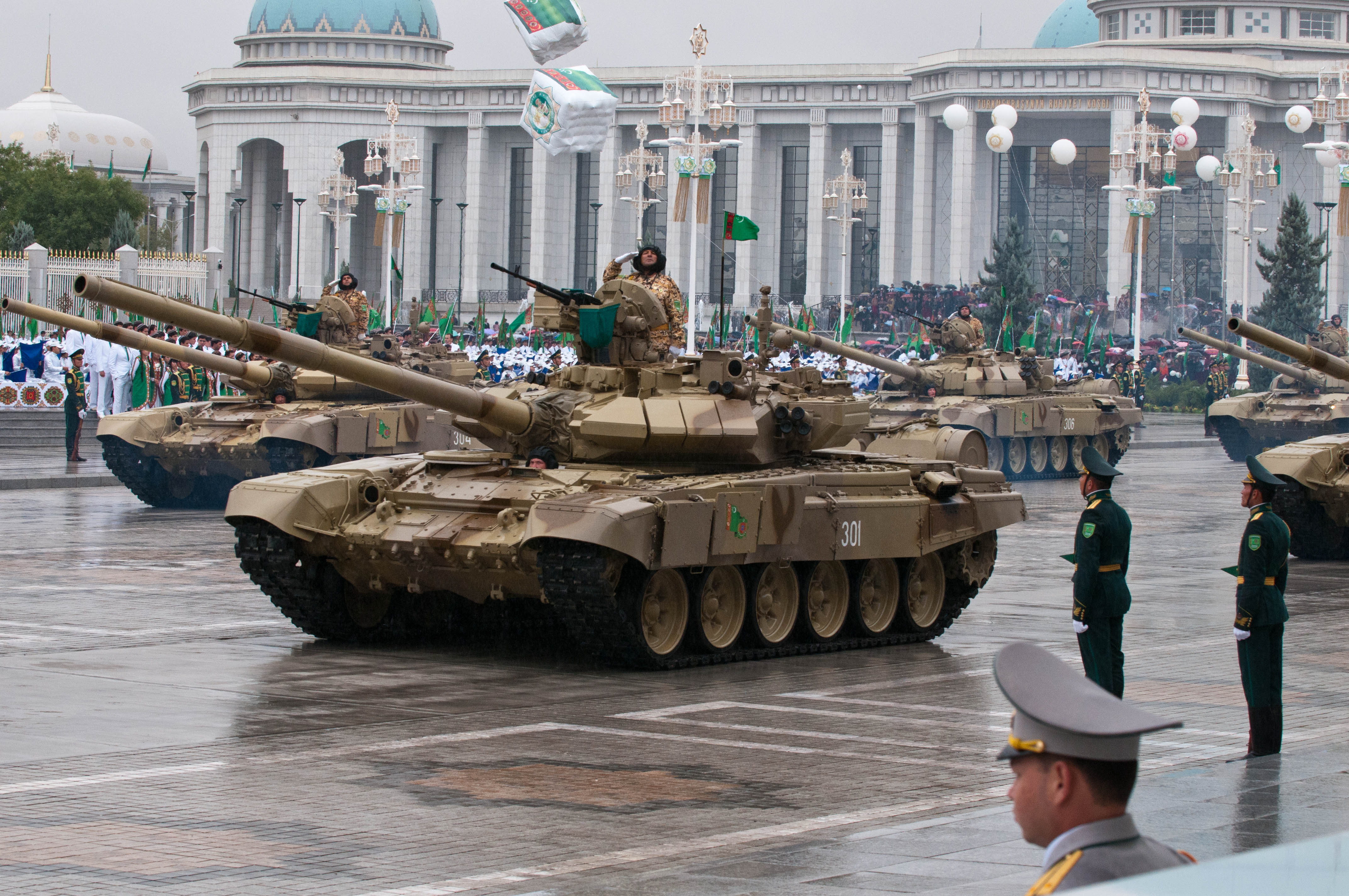
دبابات T-90 SA وT-72UMG

القوات المسلحة التركمانية (بالتركمانية: Türkmenistanyň Ýaragly Güýçleri) والمعروفة بشكل غير رسمي باسم الجيش الوطني التركماني (بالتركمانية: Türkmenistanyň Milli goşun)، هي الجيش الوطني لتركمانستان. تتكون من القوات البرية، والقوات الجوية، وقوات الدفاع الجوي، والبحرية، وتشكيلات مستقلة أخرى (مثل قوات الحدود، والقوات الداخلية، والحرس الوطني)، ويبلغ تعداد أفراد الجيش التركماني نحو 36,500 فردًا نشط و108000 فرد إحتياط.

### الهيئة التشريعية
الجمعية (بالتركمانية: Mejlis) هي منذ يناير 2023 الهيئة التشريعية أحادية المجلس في تركمانستان. بين مارس 2021 و21 يناير 2023 كانت المجلس الأدنى للمجلس الوطني ثنائي المجلس المنحل الآن في تركمانستان (بالتركمانية: Milli Geňeş). يبلغ عدد أعضائها 125 عضوًا،  يتم انتخابهم لمدة خمس سنوات في دوائر انتخابية ذات مقعد واحد.
مجلس الشعب التركماني ((بالتركمانية: Halk Maslahaty)؛ "مجلس الشعب") هو "الهيئة التمثيلية" المستقلة في تركمانستان التي تمارس السلطة الدستورية العليا. ويشمل في عضويته، ولكنه لا يُعتبر جزءًا من، الهيئة التشريعية. ومن بين أمور أخرى، يتمتع بسلطة تعديل الدستور. ويُعيّن رئيسه من قبل الرئيس ويُسمى "الزعيم الوطني". أشارت وسائل الإعلام الحكومية إلى مجلس الشعب باعتباره "الجهاز الأعلى للسلطة الحكومية" من عام 2018 إلى عام 2023، كان الغرفة العليا للمجلس الوطني لتركمانستان.
```
،
```

## الثقافة

### الموسيقى
تشتهر تركمانستان بموسيقاها الريفية والتي تشارك في ألحانها وإيقاعاتها الموسيقى الريفية لآسيا الوسطى وهي متأثرة بالموسيقى التركية والموسيقى الأذرية.

### أسماء أشهر السنة
وقد رفض البرلمان التركماني اقتراح تركمانباشي بتسمية الشهر الرابع «شهر الأم» وبدلاً من ذلك قرروا تسميته «شهر سلطانة» على اسم والدة تركمانباشي. واشنطون بوست عن تركمانباشي وروح نامة[وصلة مكسورة]

### الصحابة الذين دفنوا فيها
دفن فيها عدد من الصحابة أبرزهم:
1. بريدة بن الحصيب الأسلمي
2. أبو برزة
3. قريط بن أبي رمثة
4. الحكم بن عمرو الغفاري

### علماء ولدوا أو نشأوا بها:-
1. محمد بن جرير الطبري مفسّر ومؤرّخ وفقيه، ولُقِّبَ بإمام المفسرين.
2. أحمد بن شعيب النسائي إحدى أئمة الحديث النبوي الشريف.
3. عبد الله بن المبارك.
4. إسحاق بن راهويه المروزي ثم ذهب لنيسابور.
5. بشر بن الحارث الملقب بالحافي.
6. عبد الله بن عثمان بن جبلة بن أبي رواد الأزدي العتكي المروزي. الشهير بقلب عبدان.
7. سعيد بن منصور الخراساني مؤلف كتاب السنن أصله من مرو وانتقل إلى جوزجان
8. محمد بن نصر المروزي.
9. أبو بكر القفال كان قفالا ثم اتجه إلى الفقه بعد أن صار عمره 30 سنة.
10. أبو حمزة السكري
11. أبو المظفر السمعاني
12. شمس الأئمة السرخسي صاحب المبسوط (كتاب) في الفقه الحنفي.
13. عبد الرحمن الخازني المكنى بأبي الفتح؛ هو العالم المسلم الفيزيائي والأحيائي والكيميائي والرياضي والفيلسوف الذي تأثر بالفلسفة الإغريقية البيزنطية؛ عاش بصحة وبنية قويتين ما بين عامي 1115 و 1155م.[36][36]

## وصلات خارجية
- Turkmenistan  على كتاب حقائق العالم
- تركمانستان على مشروع الدليل المفتوح
- أطلس ويكيميديا حول Turkmenistan